# My Favourite Carols
A My Favourite Carols című lemez Robin Gibb 2006 karácsonyára megjelent lemezének anyaga.
A lemezen a 2006 szeptemberében előadott Mother of Love az egyetlen új dal, a többi hagyományos karácsonyi dal feldolgozása.

## Az album dalai
Edel version:
1. Mother Of Love  (Robin Gibb) – 2:51
2. In The Bleak Midwinter (Christina Rossetti, Gustav Holst) – 4:01
3. O Come All Ye Faithful  (John Francis Wade, Frederick Oakeley) – 3:00
4. Silent Night   (Joseph Mohr, Franz Gruber ) – 4:21
5. God Rest Ye Merry Gentlemen  (traditional 1500 körül) – 2:40
6. Good King Wenceslas  (traditional 1500 körül, John Mason Neale) – 2:16
7. Away In A Manager  (James R Murray) – 2:39
8. Once In Royal David's City (Cecil F Alexander, Henry J Gauntlett) – 3:05
9. I Saw Three Ships  (traditional 1500 körül) – 1:22
10. Hark The Herald Angels Sing  (Charles Wesley, Felix Mendelssohn, William H Cummings) – 2:31
11. The First Noël  (traditional 160 körül, Robin Gibb) – 5:20
12. Come Some Christmas Eve Or Halloween (Barry, Robin és Maurice Gibb) – 3:32
13. Ellan Vannin (Eliza Craven Green, J. Townsend)  (1998) – 3:54
14. Medley: O Come All Ye Faithful  / Hark The Herald Angels Sing / Once In Royal David's City – 5:44

Az amerikai (Koch) kiadáson csak az első 11 szám szerepel.

## Közreműködők
- Robin Gibb – ének
- Kwesi Graves – orgona, szintetizátor, gitár
- The Serlo Consort – vocal
- The Children’s Choir of St Giles and St George, Ashtead – vocal
- kórus Kit Perona-Wright és Kwesi Graves vezényletével